# Snort
Snort es un sistema de detección de intrusos en red, libre y gratuito. Ofrece la capacidad de almacenamiento de bitácoras en archivos de texto y en bases de datos abiertas, como MySQL. Implementa un motor de detección de ataques y escaneo de puertos que permite registrar, alertar y responder ante cualquier anomalía previamente definida.

## Historia
En noviembre de 1998, Marty Roesch escribió un programa para Linux llamado APE. Sin embargo, carecía de lo siguiente:
- Capacidad para trabajar en múltiples sistemas operativos.
- Capacidad para trabajar con el formato hexdump.
- Mostrar todos los tipos de paquetes de la misma forma.

A partir de ello, se comenzó a desarrollar como una aplicación de libcap, que le dio portabilidad.

## Funcionamiento
Este IDS implementa un lenguaje de creación de reglas flexible, potente y sencillo. Durante su instalación, provee de cientos de filtros o reglas para backdoor, DDoS, finger, FTP, ataques web, CGI, Nmap, entre otros.
Puede funcionar como sniffer y registro de paquetes. Cuando un paquete coincide con algún patrón establecido en las reglas de configuración, se logea. Así se sabe cuándo, de dónde y cómo se produjo el ataque.
Snort tiene una base de datos de ataques que se actualiza constantemente a través de internet. Los usuarios pueden crear firmas basadas en las características de los nuevos ataques de red y enviarlas a la lista de correo de firmas de Snort, esta ética de comunidad y compartir ha convertido a Snort en uno de los IDS basados en red más populares, actualizados y robustos.